# 郭祥烈士墓
郭祥烈士墓，位于中国广东省韶关市新丰县石角乡文义村，为新丰县的一个县级文物保护单位，类型为近现代重要史迹及代表性建筑，公布时间为1984年12月15日。
郭祥烈士墓建于1966年。